# Kvalspelet till Europamästerskapet i fotboll 1972 (grupp 4)
Kvalspelet till Europamästerskapet i fotboll 1972 (grupp 4) spelades mellan den 11 november 1970 och 16 februari 1972

## Tabell
| Nr | Lag ( )       | S | V | O | F | GM | IM | MS  | P  |
| -- | ------------- | - | - | - | - | -- | -- | --- | -- |
| 1  | Sovjetunionen | 6 | 4 | 2 | 0 | 13 | 4  | +9  | 10 |
| 2  | Spanien       | 6 | 3 | 2 | 1 | 14 | 3  | +11 | 8  |
| 3  | Nordirland    | 6 | 2 | 2 | 2 | 10 | 6  | +4  | 6  |
| 4  | Cypern        | 6 | 0 | 0 | 6 | 2  | 26 | −24 | 0  |

## Matcher
|             | 11 november 1970 | Spanien                                       | 3 – 0   | Nordirland | Estadio Ramón Sánchez Pizjuán | |
| 20:30 UTC+1 | 20:30 UTC+1      | Carles Rexach 39′ Pirri 60′ Luis Aragonés 75′ | Rapport |            | Sevilla Publik: 48 000<refname="Rsssf">{{Webbref\|url=http://www.rsssf.com/tables/72e-fulldet.html%7Ctitel=EuropeanChampionship1 972(Details)\|hämtdatum=9juli2 017\|utgivare=Rsssf}}</ref> Domare: Gyula Emsberger (Ungern) | Sevilla Publik: 48 000<refname="Rsssf">{{Webbref\|url=http://www.rsssf.com/tables/72e-fulldet.html%7Ctitel=EuropeanChampionship1 972(Details)\|hämtdatum=9juli2 017\|utgivare=Rsssf}}</ref> Domare: Gyula Emsberger (Ungern) |
| 20:30 UTC+1 | 20:30 UTC+1      |                                               |         |            | Sevilla Publik: 48 000<refname="Rsssf">{{Webbref\|url=http://www.rsssf.com/tables/72e-fulldet.html%7Ctitel=EuropeanChampionship1 972(Details)\|hämtdatum=9juli2 017\|utgivare=Rsssf}}</ref> Domare: Gyula Emsberger (Ungern) | Sevilla Publik: 48 000<refname="Rsssf">{{Webbref\|url=http://www.rsssf.com/tables/72e-fulldet.html%7Ctitel=EuropeanChampionship1 972(Details)\|hämtdatum=9juli2 017\|utgivare=Rsssf}}</ref> Domare: Gyula Emsberger (Ungern) |
| 20:30 UTC+1 | 20:30 UTC+1      |                                               |         |            | Sevilla Publik: 48 000<refname="Rsssf">{{Webbref\|url=http://www.rsssf.com/tables/72e-fulldet.html%7Ctitel=EuropeanChampionship1 972(Details)\|hämtdatum=9juli2 017\|utgivare=Rsssf}}</ref> Domare: Gyula Emsberger (Ungern) | Sevilla Publik: 48 000<refname="Rsssf">{{Webbref\|url=http://www.rsssf.com/tables/72e-fulldet.html%7Ctitel=EuropeanChampionship1 972(Details)\|hämtdatum=9juli2 017\|utgivare=Rsssf}}</ref> Domare: Gyula Emsberger (Ungern) |

|             | 15 november 1970 | Cypern                 | 1 – 3           | Sovjetunionen                                                       | GSP Stadium                                                                    |                                                                                |
| 15:00 UTC+2 | 15:00 UTC+2      | Nicos Charalambous 42′ | (1 – 2) Rapport | 10′ Viktor Kolotov 16′ Gennady Yevryuzhikhin 50′ Vitaliy Shevchenko | Nicosia Publik: 13 000<refname="Rsssf"/> Domare: Petar Kostovski (Jugoslavien) | Nicosia Publik: 13 000<refname="Rsssf"/> Domare: Petar Kostovski (Jugoslavien) |
| 15:00 UTC+2 | 15:00 UTC+2      |                        |                 |                                                                     | Nicosia Publik: 13 000<refname="Rsssf"/> Domare: Petar Kostovski (Jugoslavien) | Nicosia Publik: 13 000<refname="Rsssf"/> Domare: Petar Kostovski (Jugoslavien) |
| 15:00 UTC+2 | 15:00 UTC+2      |                        |                 |                                                                     | Nicosia Publik: 13 000<refname="Rsssf"/> Domare: Petar Kostovski (Jugoslavien) | Nicosia Publik: 13 000<refname="Rsssf"/> Domare: Petar Kostovski (Jugoslavien) |

|             | 3 februari 1971 | Cypern | 0 – 3           | Nordirland                                                  | GSP Stadium                                                                    |                                                                                |
| 15:00 UTC+2 | 15:00 UTC+2     |        | (0 – 0) Rapport | 53′ Jimmy Nicholson 55′ Derek Dougan 86′ (str.) George Best | Nicosia Publik: 9 119<refname="Rsssf"/> Domare: Francesco Francescon (Italien) | Nicosia Publik: 9 119<refname="Rsssf"/> Domare: Francesco Francescon (Italien) |
| 15:00 UTC+2 | 15:00 UTC+2     |        |                 |                                                             | Nicosia Publik: 9 119<refname="Rsssf"/> Domare: Francesco Francescon (Italien) | Nicosia Publik: 9 119<refname="Rsssf"/> Domare: Francesco Francescon (Italien) |
| 15:00 UTC+2 | 15:00 UTC+2     |        |                 |                                                             | Nicosia Publik: 9 119<refname="Rsssf"/> Domare: Francesco Francescon (Italien) | Nicosia Publik: 9 119<refname="Rsssf"/> Domare: Francesco Francescon (Italien) |

|             | 21 april 1971 | Nordirland                                                    | 5 – 0           | Cypern | Windsor Park                                                                 |                                                                              |
| 19:45 UTC±0 | 19:45 UTC±0   | Derek Dougan 2′ George Best 44′, 47′, 56′ Jimmy Nicholson 85′ | (2 – 0) Rapport |        | Belfast Publik: 19 153<refname="Rsssf"/> Domare: Jacques Colling (Luxemburg) | Belfast Publik: 19 153<refname="Rsssf"/> Domare: Jacques Colling (Luxemburg) |
| 19:45 UTC±0 | 19:45 UTC±0   |                                                               |                 |        | Belfast Publik: 19 153<refname="Rsssf"/> Domare: Jacques Colling (Luxemburg) | Belfast Publik: 19 153<refname="Rsssf"/> Domare: Jacques Colling (Luxemburg) |
| 19:45 UTC±0 | 19:45 UTC±0   |                                                               |                 |        | Belfast Publik: 19 153<refname="Rsssf"/> Domare: Jacques Colling (Luxemburg) | Belfast Publik: 19 153<refname="Rsssf"/> Domare: Jacques Colling (Luxemburg) |

|             | 9 maj 1971  | Cypern | 0 – 2           | Spanien                        | GSP Stadium                                                                      |                                                                                  |
| 16:30 UTC+2 | 16:30 UTC+2 |        | (0 – 1) Rapport | 3′ Pirri 86′ José Luis Violeta | Nicosia Publik: 5 818<refname="Rsssf"/> Domare: Constantin Barbulescu (Rumänien) | Nicosia Publik: 5 818<refname="Rsssf"/> Domare: Constantin Barbulescu (Rumänien) |
| 16:30 UTC+2 | 16:30 UTC+2 |        |                 |                                | Nicosia Publik: 5 818<refname="Rsssf"/> Domare: Constantin Barbulescu (Rumänien) | Nicosia Publik: 5 818<refname="Rsssf"/> Domare: Constantin Barbulescu (Rumänien) |
| 16:30 UTC+2 | 16:30 UTC+2 |        |                 |                                | Nicosia Publik: 5 818<refname="Rsssf"/> Domare: Constantin Barbulescu (Rumänien) | Nicosia Publik: 5 818<refname="Rsssf"/> Domare: Constantin Barbulescu (Rumänien) |

|             | 30 maj 1971 | Sovjetunionen                             | 2 – 1           | Spanien           | Luzjnikistadion                                                                   |                                                                                   |
| 18:30 UTC+2 | 18:30 UTC+2 | Viktor Kolotov 79′ Vitaliy Shevchenko 83′ | (0 – 0) Rapport | 88′ Carles Rexach | Moskva Publik: 102 000<refname="Rsssf"/> Domare: Ferdinand Biwersi (Västtyskland) | Moskva Publik: 102 000<refname="Rsssf"/> Domare: Ferdinand Biwersi (Västtyskland) |
| 18:30 UTC+2 | 18:30 UTC+2 |                                           |                 |                   | Moskva Publik: 102 000<refname="Rsssf"/> Domare: Ferdinand Biwersi (Västtyskland) | Moskva Publik: 102 000<refname="Rsssf"/> Domare: Ferdinand Biwersi (Västtyskland) |
| 18:30 UTC+2 | 18:30 UTC+2 |                                           |                 |                   | Moskva Publik: 102 000<refname="Rsssf"/> Domare: Ferdinand Biwersi (Västtyskland) | Moskva Publik: 102 000<refname="Rsssf"/> Domare: Ferdinand Biwersi (Västtyskland) |

|             | 7 juni 1971 | Sovjetunionen                                                                                        | 6 – 1           | Cypern               | Luzjnikistadion                                                       |                                                                       |
| 19:30 UTC+2 | 19:30 UTC+2 | Vladimir Fedotov 4′, 86′ Gennady Yevryuzhikhin 23′, 38′ Viktor Kolotov 59′ Anatoliy Banishevskiy 85′ | (3 – 0) Rapport | 75′ Stefanis Michael | Moskva Publik: 35 000<refname="Rsssf"/> Domare: Erik Beijar (Finland) | Moskva Publik: 35 000<refname="Rsssf"/> Domare: Erik Beijar (Finland) |
| 19:30 UTC+2 | 19:30 UTC+2 | |                 |                      | Moskva Publik: 35 000<refname="Rsssf"/> Domare: Erik Beijar (Finland) | Moskva Publik: 35 000<refname="Rsssf"/> Domare: Erik Beijar (Finland) |
| 19:30 UTC+2 | 19:30 UTC+2 | |                 |                      | Moskva Publik: 35 000<refname="Rsssf"/> Domare: Erik Beijar (Finland) | Moskva Publik: 35 000<refname="Rsssf"/> Domare: Erik Beijar (Finland) |

|             | 22 september 1971 | Sovjetunionen         | 1 – 0           | Nordirland | Luzjnikistadion                                                         |                                                                         |
| 19:30 UTC+2 | 19:30 UTC+2       | Volodymyr Muntyan 43′ | (1 – 0) Rapport |            | Moskva Publik: 100 000<refname="Rsssf"/> Domare: Ove Dahlberg (Sverige) | Moskva Publik: 100 000<refname="Rsssf"/> Domare: Ove Dahlberg (Sverige) |
| 19:30 UTC+2 | 19:30 UTC+2       |                       |                 |            | Moskva Publik: 100 000<refname="Rsssf"/> Domare: Ove Dahlberg (Sverige) | Moskva Publik: 100 000<refname="Rsssf"/> Domare: Ove Dahlberg (Sverige) |
| 19:30 UTC+2 | 19:30 UTC+2       |                       |                 |            | Moskva Publik: 100 000<refname="Rsssf"/> Domare: Ove Dahlberg (Sverige) | Moskva Publik: 100 000<refname="Rsssf"/> Domare: Ove Dahlberg (Sverige) |

|             | 13 oktober 1971 | Nordirland          | 1 – 1           | Sovjetunionen          | Windsor Park                                                        |                                                                     |
| 16:00 UTC±0 | 16:00 UTC±0     | Jimmy Nicholson 13′ | (1 – 1) Rapport | 32′ Anatoliy Byshovets | Belfast Publik: 20 000<refname="Rsssf"/> Domare: Rolf Nyhus (Norge) | Belfast Publik: 20 000<refname="Rsssf"/> Domare: Rolf Nyhus (Norge) |
| 16:00 UTC±0 | 16:00 UTC±0     |                     |                 |                        | Belfast Publik: 20 000<refname="Rsssf"/> Domare: Rolf Nyhus (Norge) | Belfast Publik: 20 000<refname="Rsssf"/> Domare: Rolf Nyhus (Norge) |
| 16:00 UTC±0 | 16:00 UTC±0     |                     |                 |                        | Belfast Publik: 20 000<refname="Rsssf"/> Domare: Rolf Nyhus (Norge) | Belfast Publik: 20 000<refname="Rsssf"/> Domare: Rolf Nyhus (Norge) |

|             | 27 oktober 1971 | Spanien | 0 – 0           | Sovjetunionen | Estadio Ramón Sánchez Pizjuán                                                        |                                                                                      |
| 20:30 UTC+2 | 20:30 UTC+2     |         | (0 – 0) Rapport |               | Sevilla Publik: 58 000<refname="Rsssf"/> Domare: Norman Charles Burtenshaw (England) | Sevilla Publik: 58 000<refname="Rsssf"/> Domare: Norman Charles Burtenshaw (England) |
| 20:30 UTC+2 | 20:30 UTC+2     |         |                 |               | Sevilla Publik: 58 000<refname="Rsssf"/> Domare: Norman Charles Burtenshaw (England) | Sevilla Publik: 58 000<refname="Rsssf"/> Domare: Norman Charles Burtenshaw (England) |
| 20:30 UTC+2 | 20:30 UTC+2     |         |                 |               | Sevilla Publik: 58 000<refname="Rsssf"/> Domare: Norman Charles Burtenshaw (England) | Sevilla Publik: 58 000<refname="Rsssf"/> Domare: Norman Charles Burtenshaw (England) |

|             | 24 november 1971 | Spanien | 7 – 0           | Cypern | Nuevo Estadio de Los Cármenes                                                |                                                                              |
| 20:00 UTC+1 | 20:00 UTC+1      | Pirri 9′, 47′ (str.) Quino 13′, 22′ Francisco Javier Aguilar García 63′ Enrique Lora 66′ José Francisco Rojo 75′ | (3 – 0) Rapport |        | Granada Publik: 19 176<refname="Rsssf"/> Domare: Joseph Cassar Naudi (Malta) | Granada Publik: 19 176<refname="Rsssf"/> Domare: Joseph Cassar Naudi (Malta) |
| 20:00 UTC+1 | 20:00 UTC+1      | |                 |        | Granada Publik: 19 176<refname="Rsssf"/> Domare: Joseph Cassar Naudi (Malta) | Granada Publik: 19 176<refname="Rsssf"/> Domare: Joseph Cassar Naudi (Malta) |
| 20:00 UTC+1 | 20:00 UTC+1      | |                 |        | Granada Publik: 19 176<refname="Rsssf"/> Domare: Joseph Cassar Naudi (Malta) | Granada Publik: 19 176<refname="Rsssf"/> Domare: Joseph Cassar Naudi (Malta) |

|             | 16 februari 1972 | Nordirland       | 1 – 1           | Spanien                 | Boothferry Park                                                               |                                                                               |
| 15:00 UTC±0 | 15:00 UTC±0      | Sammy Morgan 71′ | (0 – 1) Rapport | 41′ José Francisco Rojo | Hull (England) Publik: 19 925<refname="Rsssf"/> Domare: Jack Taylor (England) | Hull (England) Publik: 19 925<refname="Rsssf"/> Domare: Jack Taylor (England) |
| 15:00 UTC±0 | 15:00 UTC±0      |                  |                 |                         | Hull (England) Publik: 19 925<refname="Rsssf"/> Domare: Jack Taylor (England) | Hull (England) Publik: 19 925<refname="Rsssf"/> Domare: Jack Taylor (England) |
| 15:00 UTC±0 | 15:00 UTC±0      |                  |                 |                         | Hull (England) Publik: 19 925<refname="Rsssf"/> Domare: Jack Taylor (England) | Hull (England) Publik: 19 925<refname="Rsssf"/> Domare: Jack Taylor (England) |